# إيفا آدامز
إيفا آدامز (بالإنجليزية: Eva Adams)‏ هي مسؤولة أمريكية، ولدت في 10 سبتمبر 1908 في Wonder, Nevada ‏ في الولايات المتحدة، وتوفيت في 23 أغسطس 1991 في رينو في الولايات المتحدة.